# Епишов, Георгий Яковлевич
 Георгий Яковлевич Епишов (1914, Олень-Колодезь, Каширский район, Воронежская область — 2008) — почётный гражданин Кременчуга с сентября 1996 года «за большой вклад в дело благоустройства города — создание парков, скверов, бульваров».

## Биография
Окончил лесотехнический институт.
Во времени Великой Отечественной войны служил в эвакогоспитале.
В послевоенное время возглавлял лесхоз и лесозащитную станцию.
Работал руководителем коммунального предприятия Кременчуга «Зеленстрой» с 1966 по 1982 год, возглавлял коллектив более 15 лет.
В 2011 года коллектив, которым он руководил, выступил с предложением установить мемориальную доску на здании КП «Благоустройство Кременчуга» — на улице 1905 года. 12 сентября 2011 мемориальная доска была торжественно открыта.

## Вклад
Георгий Яковлевич внёс большой вклад в дело озеленения и благоустройства Кременчуга, создание следующих парков:
- 1967 — Юбилейного
- 1977 — Воинов—интернационалистов
- 1983 — Мира

а также скверов, бульваров, цветников и питомников.
За время его работы Кременчуг стал «зеленой столицей» Украины.